# Rio Maggiore (Livorno)
Il Rio Maggiore è tra i più lunghi e capienti corsi d'acqua provenienti dalle Colline livornesi, dopo il Torrente Tora, il Rio Savalano, il Torrente Ugione e il famoso Rio Ardenza. La grande valle scavata dal corso d'acqua prese la denominazione di Valle Benedetta dopo la costruzione dell'omonima frazione livornese.

## Il corso del Rio Maggiore

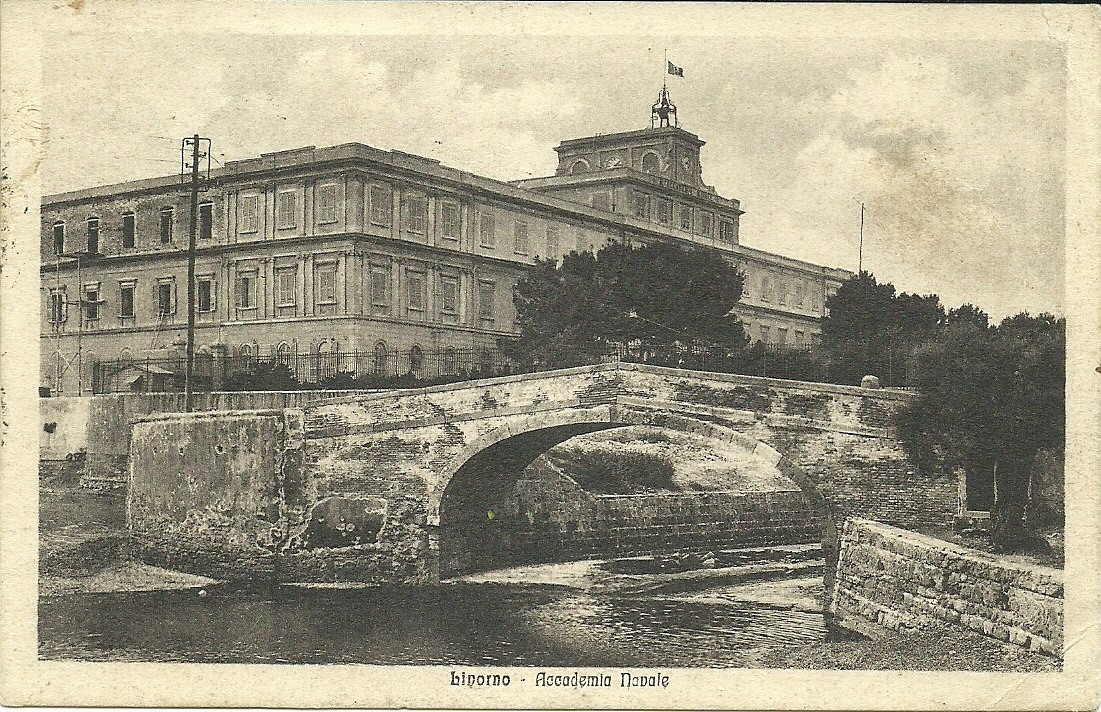
Ponte sulla foce del Rio Maggiore, anno 1927

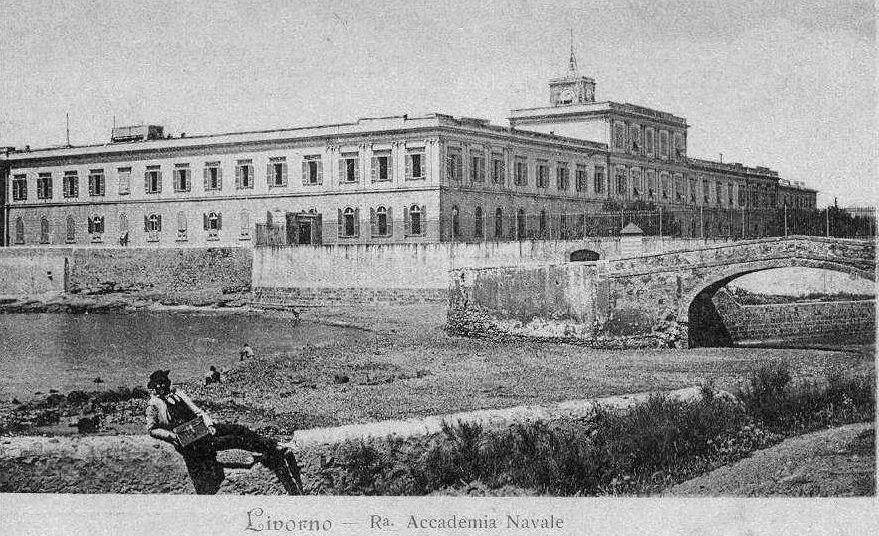
Particolare della foce del Rio Maggiore, sul retro Accademia Navale di Livorno, anno 1927

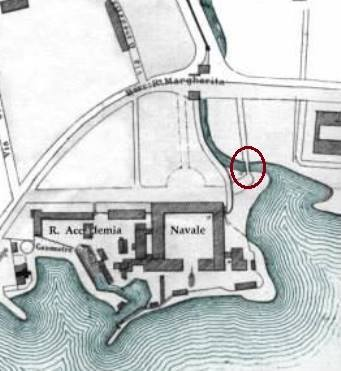
Foce e fine corso del Rio Maggiore (planimetria), prima dell'interramento

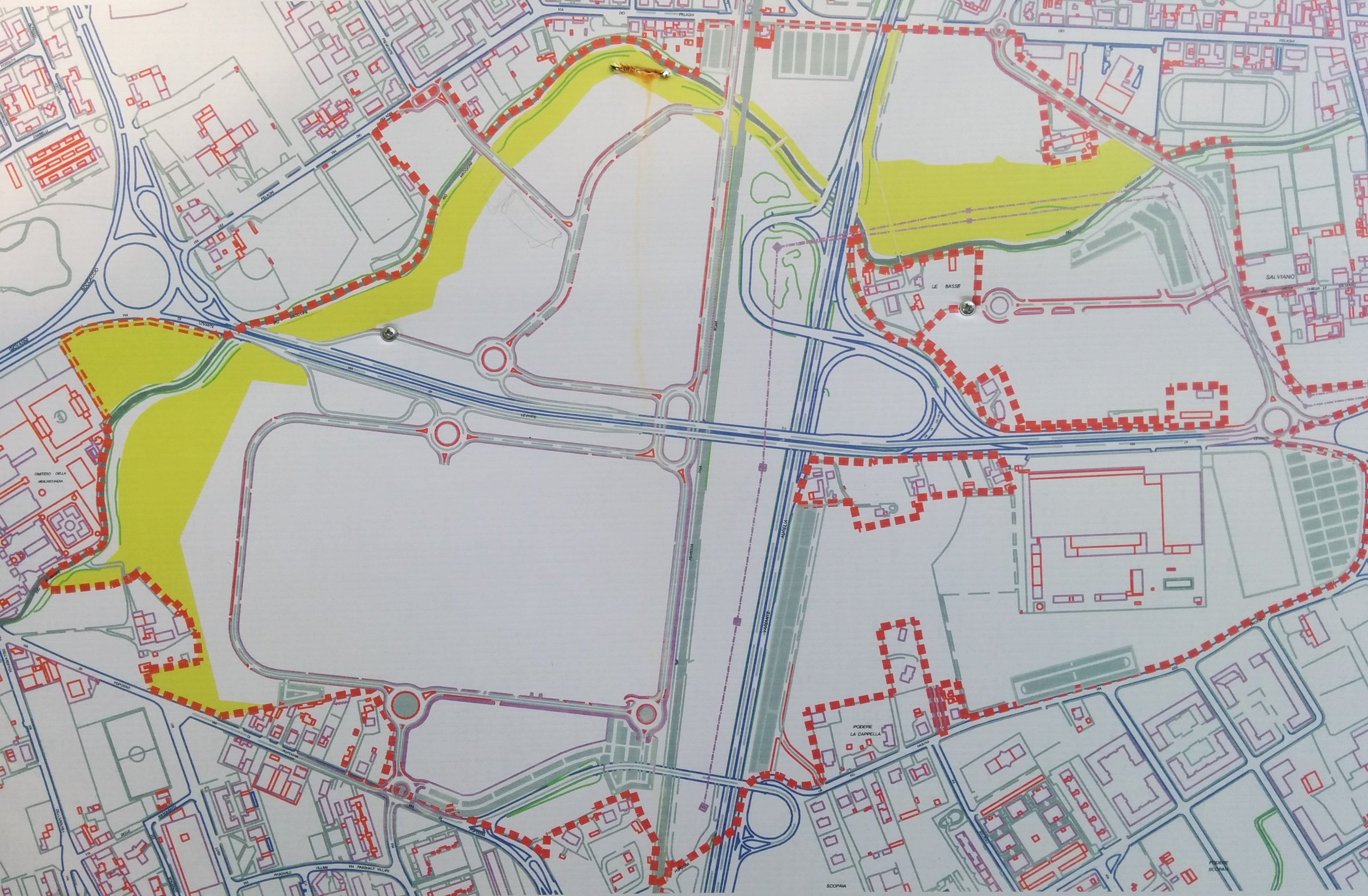
Lavori di messa in sicurezza idraulica del corso del Rio Maggiore (in giallo)

Il corso d'acqua nasce in prossimità della Valle Benedetta all'altezza di 300 metri sul livello del mare. I numerosi rigagni provenienti da ogni lato non tardano a formare un fragoroso ruscello che si scava la via nella valle. Gli affluenti del Rio Maggiore sono brevi e raramente superano il chilometro di lunghezza; sono comunque alimentati da numerose sorgenti che conferiscono al corso d'acqua una portata pressoché costante per tutto l'anno.
Dopo due chilometri il rio riceve, da nord, il suo primo considerevole affluente: il Rio Vallicette. Il ruscello prende il nome dalla località livornese ai piedi del Poggio Cancellaia (346 m), vicino al più conosciuto Monte la Poggia (384 m). Anticamente la vecchia strada per la Valle Benedetta passava in quel punto e prese quindi la denominazione di strada delle Vallicelle. Lungo la via, agibile anche con jeep e moto, si possono ammirare numerosi scorci suggestivi.
Al quarto chilometro il Rio Maggiore riceve, in località Podere San Giuseppe, sempre dal Poggio Cancellaia, il più grande dei suoi affluenti: il Rio San Giuseppe. Il corso d'acqua tocca poi la località di Limoncino Basso a 43 metri d'altezza, mentre viene attraversato dal ponte che separa la frazione dalla strada comunale della Valle Benedetta.
Da quel momento in poi il Rio Maggiore, che fino a poco prima era veloce e fragoroso, diminuisce gradualmente di pendenza. Come ultimo affluente riceve un rigagnolo dalla collina di Bellosguardo per poi addentrarsi nel quartiere Salviano della città.
In questa ultima parte del suo corso (4 km) il Rio Maggiore attraversa varie località alla periferia di Livorno. Dopo Salviano, costeggia il limite meridionale del quartiere Coteto sempre dirigendosi verso ovest per poi deviare verso sud - ovest attraversando la località Giuncaia. In questo tratto il corso d'acqua aumenta notevolmente la sua portata dopo aver ricevuto una sorgente sotterranea.
Passa poi a sud del Cimitero della Misericordia, lungo la via Aurelia, per infine raggiungere una condotta sotterranea poco prima dello Stadio comunale Armando Picchi sulla via Cattaneo (realizzata in più tratti tra l'epoca della costruzione dello stesso stadio e il 1986), il tratto tombato prosegue nei pressi della "Curva nord" dello stesso stadio, in seguito sotto il percorso pedonale che congiunge via Rodocanacchi al viale Nazario Sauro, successivamente scorre nelle vicinanze di Barriera Margherita fino alla foce, situata all'interno del complesso dell'Accademia navale.
I lavori d'interramento nella zona dove attualmente risiede il percorso pedonale furono effettuati in seguito ai non rari allagamenti che si verificarono nell'area che va da via Lusena al viale Nazario Sauro. Al 2014 sono in corso d'opera lavori di messa in sicurezza idraulica e costruzione di vasi d'espansione al fine di evitare tali fenomeni.

## Luoghi attraversati
- Località Santa Maria, 290 m s.l.m.;
- Località Le Vallicelle, 150 m s.l.m.;
- Podere San Giuseppe, 82 m s.l.m.;
- Località Villa Mugnai, 75 m s.l.m.;
- Quartiere Salviano, 40 – 20 m s.l.m.;
- Località Giuncaia, presso quartiere Coteto, 17 m s.l.m.;
- Cimitero della Misericordia, 10 m s.l.m.;
- Stadio Armando Picchi, 8 m s.l.m.
- Percorso pedonale (via G. Rodocanacchi - Viale N. Sauro), 6 m s.l.m.
- Barriera Margherita, 4 m s.l.m.
- Spiaggia Accademia Militare (foce)[3]